# گورستان سهل‌آباد
قبرستان سهل آباد مربوط به دوره قاجار است و در شهرستان استهبان، بخش رونیز، دهستان خیر، انتهای روستای سهل آباد، سمت راست جاده واقع شده و این اثر در تاریخ ۱۸ شهریور ۱۳۸۷ با شمارهٔ ثبت ۲۳۴۳۰ به‌عنوان یکی از آثار ملی ایران به ثبت رسیده است.